# Ali Fethi Okyar

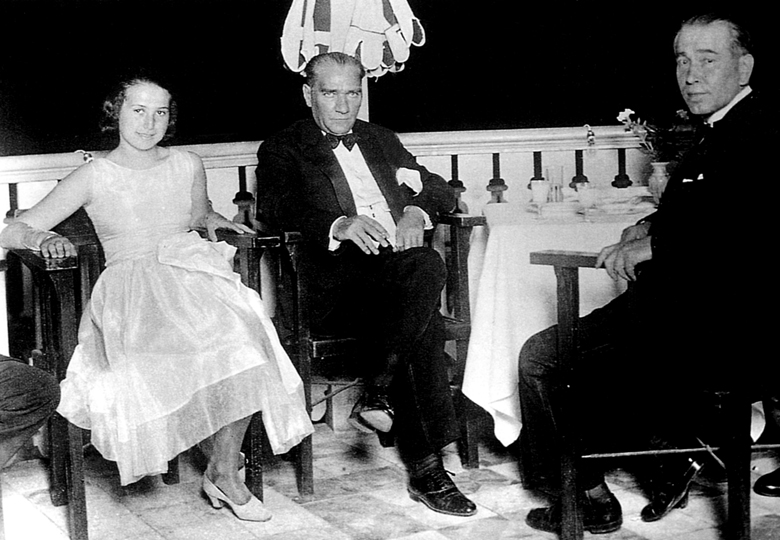
Mustafa Kemal (centro), fundador y primer presidente de la República de Turquía, con el líder del Partido Republicano Liberal Ali Fethi Okyar (derecha) y la hija de Okyar (izquierda) en Yalova, 1930.

Ali Fethi Okyar (29 de abril de 1880 - 7 de mayo de 1943) fue un diplomático y político de Turquía. También sirvió como un oficial militar durante la última década del Imperio otomano, por lo que puede deducirse su implicancia, colaboración o encubrimiento directo en el genocidio de  perpetrado contra armenios, griegos, asirios por el que exterminaron a 2.500.000 personas.
Fue el segundo primer ministro de Turquía (1924 - 1925) y el segundo Presidente del Parlamento turco después de Mustafa Kemal.
En 1913 ingresó en el Comité de Unión y Progreso (İttihat ve Terakki Cemiyeti) y fue elegido como secretario general. En 1930, mientras actuaba como embajador de su país en París, Atatürk, durante una reunión en Yalova, le sugirió la creación del Serbest Cumhuriyet Fırkası (Partido Republicano Liberal), uno de los primeros partidos de oposición, para iniciar una democracia de múltiples partidos en Turquía, lo cual indica la falsa democracia desde sus inicios.
| Predecesor: Rauf Orbay İsmet İnönü | Primer ministro de Turquía 1923 1924 - 1925 | Sucesor: İsmet İnönü Celal Bayar |

- Datos: Q366292
- Multimedia: Ali Fethi Okyar / Q366292